# トヨタ・DZエンジン
トヨタ・DZエンジンは、トヨタ自動車の水冷直列4気筒ディーゼルエンジンの系列である。
主に産業用、フォークリフト用に開発されたエンジンであり、自動車の走行用動力として搭載された実績はない。豊田自動織機で生産されている。

## 型式

### 1DZ
- 種類：OHV 8バルブ 渦流室式
- 排気量：2.486 L
- 内径×行程:86.0×107.0
- 参考出力：39 kW (53 PS)/2,400 rpm
- 参考トルク：160 Nm (16.3 kg-m)/2,300 rpm

- 搭載車種
  - 自社製フォークリフト[2]
  - 自社製スキッドステアローダー

### 2DZ
- 種類：OHV 8バルブ 渦流室式
- 排気量：1.974 L

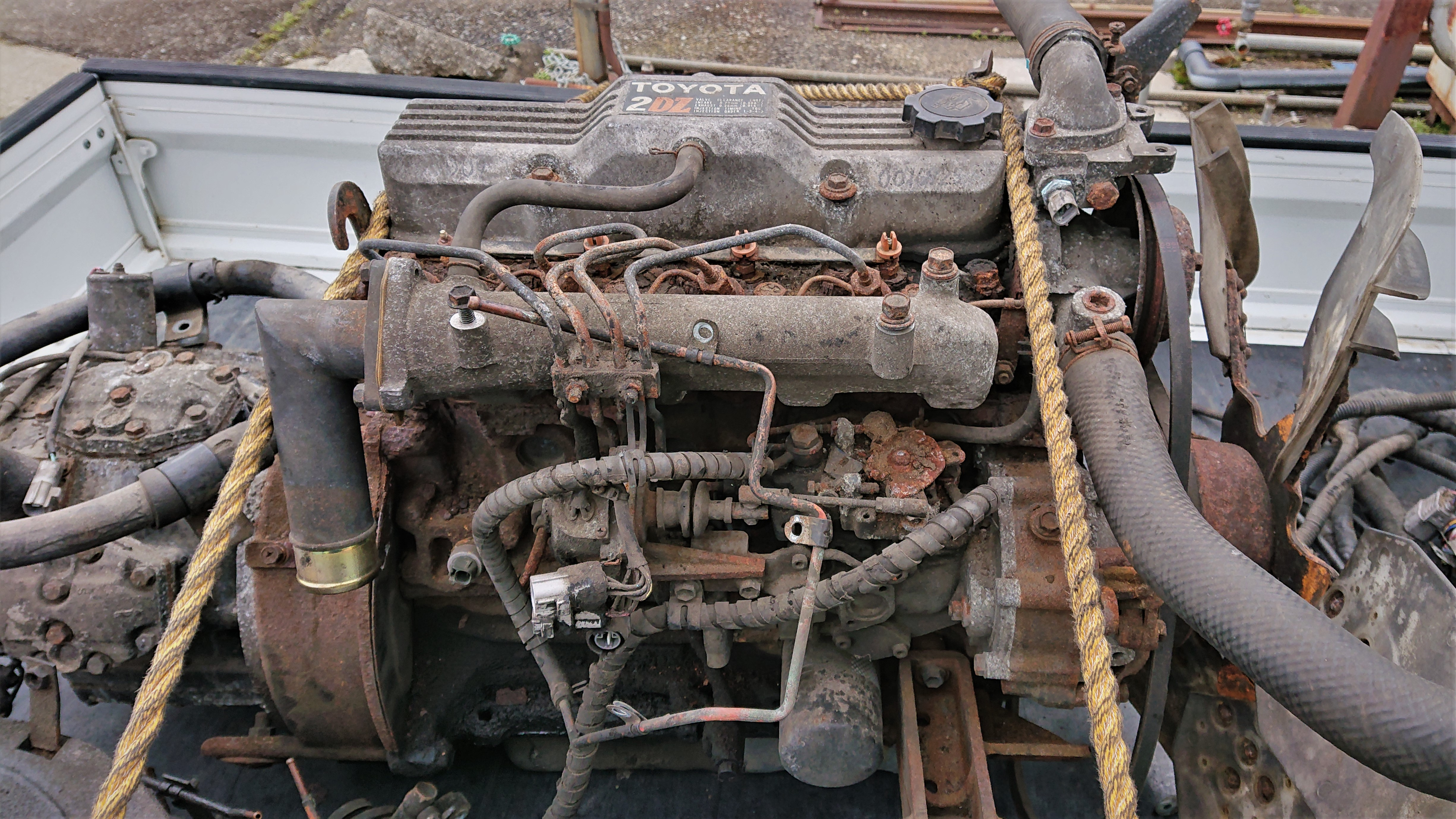
2DZ単体

- 参考出力：32 kW (44 PS)/2,400 rpm
- 参考トルク：132 Nm (13.5 kg-m)/1,600 rpm

- 用途
  - サブエンジン式バスクーラー
  - 関東鉄道キハ300形気動車向け冷房用発電セット